# Красний Яр (Астраханська область)
Красний Яр (рос. Красный Яр) — село у Красноярському районі Астраханської області Російської Федерації.
Населення становить 12 214 осіб. Входить до складу муніципального утворення Красноярська сільрада.

## Історія
Населений пункт розташований на території українського етнічного та культурного краю Жовтий Клин. Від 1925 року належить до Красноярського району.
Згідно із законом від 6 серпня 2004 року органом місцевого самоврядування є Красноярська сільрада.

## Населення
| 1959 | 1970  | 1979  | 1989    | 2002    | 2010    | 2015    |
| ---- | ----- | ----- | ------- | ------- | ------- | ------- |
| 4583 | ↗6434 | ↗7926 | ↗10 875 | ↗10 926 | ↗11 824 | ↗12 214 |